# Inchicore
Inchicore (del irlandés: Inse Chór) es un suburbio de Dublín, la capital de Irlanda. Se encuentra al sur del río Liffey y al oeste del centro de la ciudad, en el distrito postal de Dublín 8. Algunos residentes prefieren referirse a la zona como Kilmainham pero éste es, de hecho, un suburbio separado y Suir Road, por ejemplo, está claramente en Inchicore, no en Kilmainham.
En las cercanías se encuentran los suburbios de Castleknock, Clonsilla, Ballyfermot y Lucan.

## Generalidades
En Inchicore existen dos iglesias católicas: la Iglesia de María Inmaculada (construida por los Oblatos), y San Miguel. Alberga también dos centros comunitarios rivales: San Miguel y BERA.
Detrás de la Iglesia de los Oblatos hay una réplica a tamaño real de la Gruta de Lourdes, inaugurada en 1930. Las medidas de la Gruta son 15 m de alto, 39 m de ancho y 12 m de profundidad. Está construida en hormigón armado. Los peregrinos visitan el altar todo el año, pero se vuelve particularmente frecuentado para la Novena a Nuestra Señora de Lourdes (del 3 al 11 de febrero). La gruta también alberga la famosa cuna de Inchicore.
Inchicore está delimitado en su lado occidental por el Gran Canal, una vía de transporte del siglo XVIII, así como por el Luas, el sistema de tren ligero de Dublín construido en 2004. Al norte entre Inchicore y Phoenix Park está el Memorial Park, que fue construido para conmemorar a los irlandeses caídos en la primera y segunda guerras mundiales.
Inchicore Works es el centro de operaciones de ingeniería mecánica y almacén de mantenimiento para el Tren Irlandés. Establecido en 1844, es el mayor complejo de ingeniería de su clase en Irlanda con un área de 73 acres (295 000 m²).
La cárcel de Kilmainham en Inchicore fue el lugar de ejecución de muchos líderes del Ejército Republicano Irlandés capturados después del Levantamiento de Pascua en 1916. En Inchicore vivió Timothy Coughlin, uno de los tres miembros anti-Tratado del IRA que en 1927 asesinaron a Kevin O'Higgins.
El cementerio de Goldenbridge, donde el antiguo taoiseach William T. Cosgrave está enterrado, fue el primer cementerio católico de Dublín después de la Emancipación Católica.

## Toponimia e historia
Inchicore se desarrolló como un pequeño pueblo cerca de un pantano en el río Camac, de donde deriva su nombre, Inse Chór o Inse Chaoire. Algunas fuentes sugieren que Inse Chaoire significa "isla de las ovejas", en referencia al lugar donde se pastoreaban y abrevaban las ovejas en las afueras de la ciudad de Dublín antes del mercado. Otras fuentes, en cambio, no proporcionan una fuente definitiva para el nombre del lugar.
La Gran Línea Ferroviaria del Sur y del Oeste, que comenzó a construir su red en 1844, decidió ubicar sus talleres en lo que entonces era una zona rural, en Inchicore, fuera de los suburbios urbanizados de Dublín. Entre los años 1846 y 1848 se construyeron varias casas y un comedor para trabajadores en Inchicore Road. A medida que el complejo de obras se expandió, la construcción de viviendas del siglo XIX en Inchicore se expandió y la obra pasó a ser la principal fuente de empleo.
A finales del siglo XIX, el pueblo se convirtió en un importante suburbio industrial y residencial, debido principalmente a sus obras de ingeniería y a la terminal del tranvía del oeste de la ciudad. En el siglo XX, Inchicore se incorporó al área administrativa de la ciudad de Dublín en expansión.

## Escuelas
Inchicore cuenta con las escuelas de The Oblates N.S., St. Michaels N.S., Goldenbridge y The Model School.

## Deportes

### Fútbol
El St. Patrick's Athletic (fundado en 1929) juega en Richmond Park. El San Patrick's ha jugado en Inchicore desde 1930 (excepto por el tiempo pasado en el exilio debido a reformas) y están fuertemente ligados con Inchicore dentro de los círculos de fútbol irlandeses. El club ha ganado el Campeonato de la Liga de Irlanda en 7 ocasiones. Entre los jugadores notables que han jugado para el San Pat's en Inchicore están Paul McGrath (a quien le fue dado el apodo afectuoso de La Perla Negra de Inchicore), Ronnie Whelan Snr., Shay Gibbons, Gordon Banks, Curtis Fleming, Paul Osam, Eddie Gormley y Charles Livingstone Mbabazi. El St. Patrick's Athletic tiene cerca de 20 filiales de niños y niñas, todas basadas en Inchicore. Richmond Park ha albergado muchos juegos femeniles y de juegos internacionales de menores así como finales de copas en todos los niveles de fútbol en Irlanda.
Hay muchas filiales de nivel junior e intermedios con sede en Inchicore. Entre ellas están los Lansdowne Rangers, Inchicore Athletic y West Park Albion.

### AAG
En 1889 se jugaron en Inchicore las finales del los campeonatos de Irlanda de fútbol y de hurling. Fue la primera vez en que un escenario de Dublín albergó las dos finales. Dublín AAG ganó la final de hurling, mientras que Tipperary AAG ganó la final de fútbol.